# Polyergus nigerrimus
Polyergus nigerrimus – gatunek mrówki z podrodziny Formicinae. Występuje endemicznie w Rosji. Określany jest jako narażony na wyginięcie.